# William Harbord
William Harbord (25 avril 1635 - 31 juillet 1692), de Grafton Park, est un diplomate et homme politique anglais qui siège à la Chambre des communes à plusieurs reprises entre 1661 et 1690.

## Biographie
Harbord est le deuxième fils de Sir Charles Harbord (1596-1679) de Charing Cross, qui a été arpenteur général de Charles Ier, et de sa seconde épouse Mary van Aelst, fille de Jan van Aelst de Kent. Il entre au Parlement en 1661 en tant que député de Dartmouth, et par la suite représente également Thetford et Launceston .
En 1672, Harbord devient secrétaire du comte d'Essex, le nouveau Lord-lieutenant d'Irlande. Essex le félicite comme « un serviteur très utile » et comme un homme intègre qui est également efficace dans la répartition des affaires. Il perd le poste lors du rappel d'Essex d'Irlande en 1677.
Dans les débats parlementaires de 1676-1688, Harbord parle souvent contre l'alliance avec la France et fait pression pour le retrait de tous les papistes de l'entourage du roi. Il est notoirement intempérant dans le discours (il est appelé l'un des « hommes en colère » des Communes), et à une occasion, il est averti de ne pas dénigrer Charles II. Par la suite, il prend soin d'exclure le roi de ses attaques contre le gouvernement : « le roi est le meilleur homme vivant, et le plus éloigné du papisme ». Cependant, il attaque fréquemment le futur Jacques II : aigri par la mort de son frère Charles à la Bataille de Solebay en 1672, il affirme de manière absurde que James, en tant que Lord Amiral, a trahi la flotte anglaise et est contraint de retirer l'allégation.
Il croit fermement à la réalité du complot papiste et, de concert avec Ralph Montagu, qu'il aide à entrer au Parlement, prend une part importante dans l'attaque contre le comte de Danby. La révélation des relations secrètes de Danby avec la France l'exalte jusqu'à l'hystérie : un historien décrit son discours aux Communes sur le sujet (« empoisonnement et coups de couteau sont en usage. . . . J'ai peur que le roi soit assassiné") comme des "délires". Sa peur d'être assassiné par les présumés comploteurs semble avoir été réelle et il envisage brièvement de quitter l'Angleterre. Au parlement de 1679, dans lequel il représente Thetford, il se prononce contre le pardon de Danby, attaque John Maitland (1er duc de Lauderdale), et est impatient de dissoudre l'armée . Il est réélu pour le Parlement d'Oxford de 1681 et aurait dû y jouer un rôle crucial, mais le roi dissous le parlement après seulement une semaine.
Quittant l'Angleterre à l'avènement de Jacques II, Harbord sert comme volontaire dans l'armée impériale au siège de Buda en 1686. Il accompagne Guillaume d'Orange lors de son invasion de l'Angleterre en 1688, et l'année suivante est nommé conseiller privé, au grand désarroi du parti conservateur, et payeur des forces en Irlande. Il est réélu à la Chambre des communes en tant que député de Launceston. À présent, il est décrit comme un vétéran en colère et aigri, dont l'éloquence pouvait gagner un débat, mais l'emportait rarement sur un vote réel. Dans l'une de ses fréquentes erreurs de jugement politique, il propose que deux des juges de Jacques II soient pendus pour trahison, une proposition qui est rejetée de manière écrasante .
Harbord est nommé vice-trésorier d'Irlande en 1690. Après un retard considérable, il se rend en Irlande mais revient sans permission au bout de quelques mois, invoquant la mauvaise santé, n'ayant rien obtenu, selon ses ennemis, mais en faisant un profit considérable aux dépens de l'armée comme payer générale des forces en Irlande, et laissant les troupes entièrement sans solde. Il est nommé par le roi ambassadeur à Constantinople le 2 novembre 1691, bien que Guillaume ait une très mauvaise opinion de sa conduite en Irlande (« dans un autre pays, il aurait été pendu », dit sévèrement le roi). Il quitte l'Angleterre le 9 novembre, arrive à Vienne le 8 mars 1692 pour servir de médiateur entre le sultan Ahmed II et l'empereur Léopold Ier, mais meurt à Belgrade d'une fièvre maligne avant d'être affecté à Belgrade le 31 juillet 1692.

## Famille
Harbord se marie deux fois. De sa première épouse, Mary Duck, fille d'Arthur Duck, qu'il épouse en 1661, il a trois filles,
- Mary Harbord (d.1715), qui épouse Sir Edward Ayscough (1650-1699),
- Margaret Harbord, qui épouse Robert King, 2e baron Kingston,
- Grace Harbord, qui épouse Thomas Hatcher ;

et par sa seconde épouse, Catherine Russell, fille d'Edward Russell et de Penelope Hill (et nièce de William Russell (1er duc de Bedford)), il a une fille,
- Letitia Harbord (d. 1722), qui épouse Sir Rowland Winn, 3e baronnet, de Nostell.